# Супін
Супі́н (лат. supinum — «відкинуте назад», «те, що лежить», «похилене»), також досягальний спосіб — форма віддієслівного іменника, одна з форм дієслова, використовувана в деяких мовах. Супін позначає мету й уживають його звичайно з дієсловами руху.

## Супін у давньоруській мові
У давньоруській мові супін — незмінна, застигла форма знахідного відмінка однини віддієслівного іменника з основою на *-ŭ, яку вживали разом з дієсловами руху на означення мети дії, і утворювали доданням суфікса -тъ до основи інфінітива. Характерною особливістю супіна, що відрізняла його від інфінітива, було те, що додаток з ним вживався не в знахідному, а в родовому відмінку (поиде възятъ города — «він пішов здобути город»).
Успадкувала давньоруська супін з праслов'янської мови, де він первинно був знахідний відмінок віддієслівних іменників (на *-tus), закінчення *-tъ сходить до праіндоєвропейського закінчення знахідного відмінка цих іменників (*-tum). Іменним походженням супіна пояснюється і його вжиток не із знахідним, як інфінітива, а з родовим відмінком: пор. д.-рус. възѧтъ города (супін) — укр. здобуття города (віддієслівний іменник).
Зникаючи, супін ще від XI ст. став змішуватися з інфінітивом. Його зрідка вживано аж до кінця XIV ст., у пам'ятках кінця XV конструкції із супіном уже не трапляються. Припускається, що реліктом супіна є присутня в діалектах факультативна зміна суфікса інфінітива -ти на -т (можливе тільки в основах на голосний, писат, ходит, сидіт — «писати», «ходити», «сидіти»; форми на -ть виникли через повну редукцію [і] та збереження м'якості [т']), а також діалектне вживання додатка при інфінітиві у формі родового відмінка (косити жи́та).

## Супін у латинській мові
Супін також відомий і у латинській мові, причому у двох формах: на -um (у знахідному відмінку) і на -u (у відкладному відмінку):
Латинський супін у знахідному відмінку
- Eo lusum — «іду грати»
- Eo doctum — «іду навчатися»
- Ire dormitum — «іти спати»

Латинський супін у відкладному відмінку
- Res jucunda auditu — «річ приємна для слуху» (буквально: «річ приємна до чуття»)
- Res facilis dictu — «річ, яку легко сказати» (буквально: «річ легка до казання»)

## Супін в інших мовах
Серед сучасних мов дещо видозмінений супін зберігається в нижньолужицькій, словенській, литовській та румунській мовах. У шведській мові супін використовується лише для створення аналітичних часів дієслова та має інше походження.